# Cleptes shengi
Cleptes shengi  (лат.) — вид ос-блестянок рода Cleptes из подсемейства Cleptinae. Паразиты пилильщиков Pachynematus itoi Okutani.

## Распространение
Восточная Азия: Китай (Jilin, Maoershan National Forest Park). Встречены в июне.

## Описание
Мелкие осы-блестянки, длина около 7 мм; длина переднего крыла около 5 мм.
Тело чёрного цвета (мезоплеврон металлически блестящего синего цвета). Мандибулы с 3 зубцами. Голова с плотной грубой пунктировкой. У самок 4 видимых тергита (у самцов пять).
Таксон Cleptes shengi принадлежит к видовой группе semiauratus species-group. Вид был впервые описан в 2013 году в ходе ревизии местной фауны китайскими энтомологами Н.Вейем и З.Ксю (Na-sen Wei, Zai-fu Xu; Department of Entomology, College of Natural Resources and Environment, South China Agricultural University, Гуанчжоу, Китай) и итальянским гименоптерологом Паоло Роза (Paolo Rosa; Бернареджо, провинция Монца-э-Брианца, Италия) и назван в честь сборщика типовой серии (Mao-ling Sheng).